# Намегава
Намегава (яп. 滑川町 Намэгава-мати) — посёлок в Японии, находящийся в уезде Хики префектуры Сайтама. Площадь посёлка составляет 29,71 км², население — 18 053 человека (1 августа 2014), плотность населения — 607,64 чел./км².

## Географическое положение
Посёлок расположен на острове Хонсю в префектуре Сайтама региона Канто. С ним граничат города Кумагая, Хигасимацуяма и посёлок Рандзан.

## Население
Население посёлка составляет 18 053 человека (1 августа 2014), а плотность — 607,64 чел./км². Изменение численности населения с 1980 по 2005 годы:
| 1980 | 9295 чел.   |  |
| 1985 | 10 406 чел. |  |
| 1990 | 11 566 чел. |  |
| 1995 | 12 484 чел. |  |
| 2000 | 12 836 чел. |  |
| 2005 | 15 434 чел. |  |

## Символика
Деревом посёлка считается сосна, цветком — рододендрон, птицей — Phasianus versicolor.